# Jules Dortes
Jules Dortes, né le 11 avril 1898 à Montpellier et mort le 30 septembre 1959 au Perreux-sur-Marne, est un photographe français humaniste. Il est rendu célèbre notamment par son reportage-photos qui figure dans un livre intitulé La Délivrance de Paris, 19-26 août 1944, ayant reçu le titre du meilleur ouvrage sur la libération de Paris.

## Biographie
Le père de Jules Dortes, qui est né le 20 mai 1859 à Lodève (Hérault), se marie le 26 février 1898, cette même année où il donne naissance à son fils, Jules. Il est alors photographe à Montpellier.   
Jules Dortes est le frere d'un photographe connu sous le nom d'A. Dortes. Dès son plus jeune âge, il se découvre une passion pour la photographie. Il participe alors à de nombreux concours photographiques et se distingue en remportant de nombreux prix.  
Il commence sa vie professionnelle en tant que sténographe à Paris aux Forges de Vulcain puis passe une courte partie de sa vie inspecteur à la TCRP (RATP de nos jours) tout en continuant à exercer sa passion. Il obtient le statut de photographe professionnel en 1939 et devient alors le photographe attitré des éditions Arthaud à Grenoble. De 1939 à 1948, à travers ses clichés, il représente la France de son époque. La plupart de ses photos figurent dans la célèbre collection « Les Beaux Pays ». Jules Dortes profite également, durant ces déplacements, pour réaliser des prises de vues personnelles au Rolleiflex, en dehors de son travail imposé par l'éditeur : il se découvre alors un intérêt pour la photographie humaniste plutôt qu'aux beaux-arts. Il travaille ainsi sur plusieurs thèmes, notamment sur la culture bretonne en s'intéressant aux coiffes bretonnes aux grands pardons. Il fait la découverte de Paris et des Parisiens, toujours l'appareil à la main. En août 1944, Jules Dortes effectue un reportage personnel lors de la libération de Paris, jusque-là occupé par les Allemands depuis 4 ans. Arthaud le publie en 1945 sous le titre La Délivrance de Paris, 19-26 août 1944, d'après les photos de J. Dortes, il intègre des prises de vues de plusieurs autres auteurs, dont Robert Doisneau. Ce livre reçoit le titre de meilleur ouvrage sur cet évènement. 
Tout au long de sa vie, il continue d'exercer sa profession indépendamment, tout en gardant cette passion développée depuis petit. Il se marie et voit naître ses deux enfants, une fille et un fils, Michel, qui reprend à son tour la profession de son père. 
Il meurt en 1959 à l'âge de 61 ans alors qu'il travaille dans la chambre noire de son laboratoire photo. 
Symbole de la libération parisienne, Jules Dortes aura touché la mémoire de nombreuses personnes par ses photographies humanistes.

## Matériel

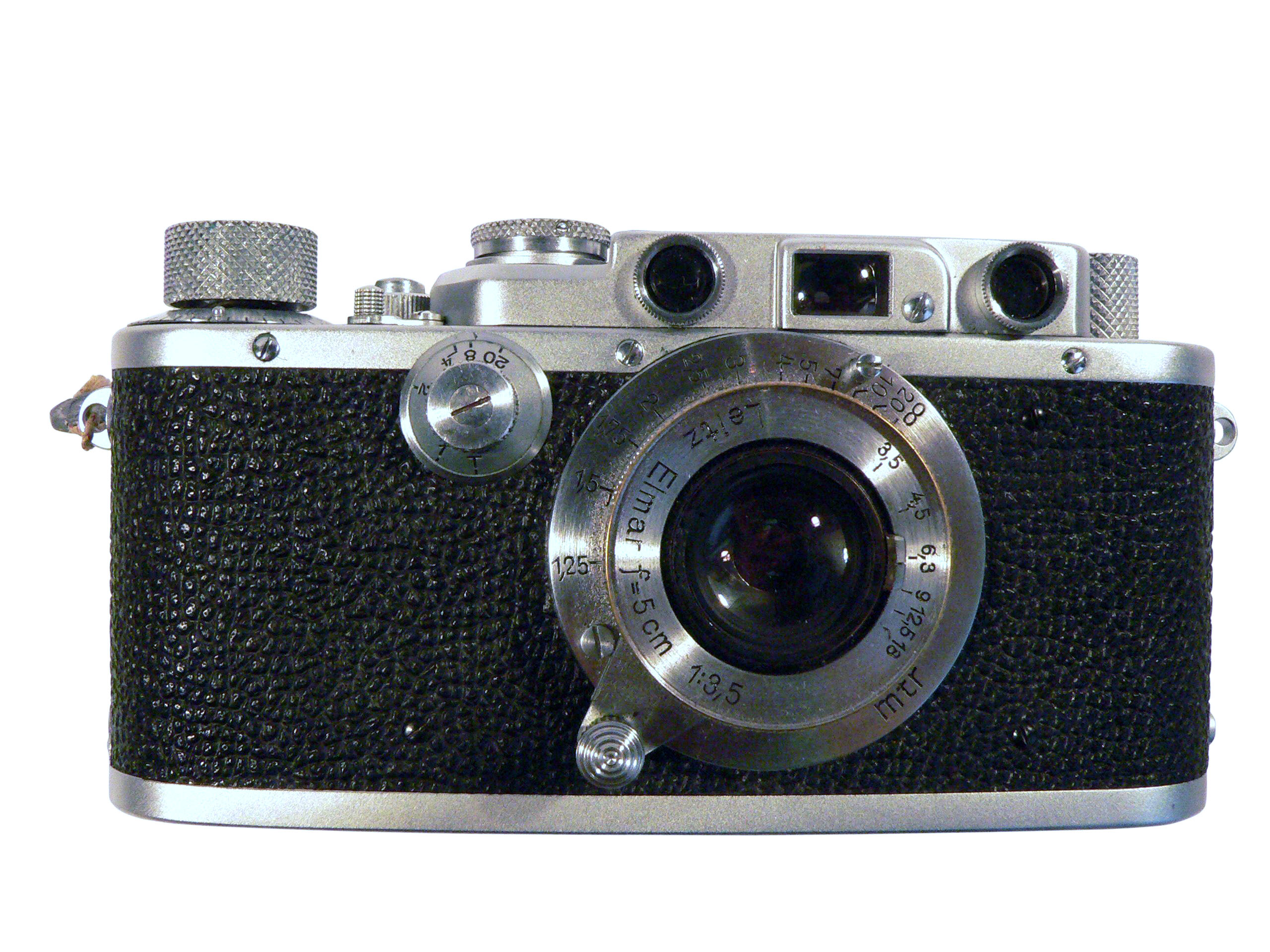
Appareil photo Leica 24×36.

Avec l’aide de son Rolleiflex format moyen, il capture des évènements précieux et des situations inédites (barricades de rues, prisonniers allemands…) qui illustrent son célèbre reportage sur la libération de Paris en août 1944.

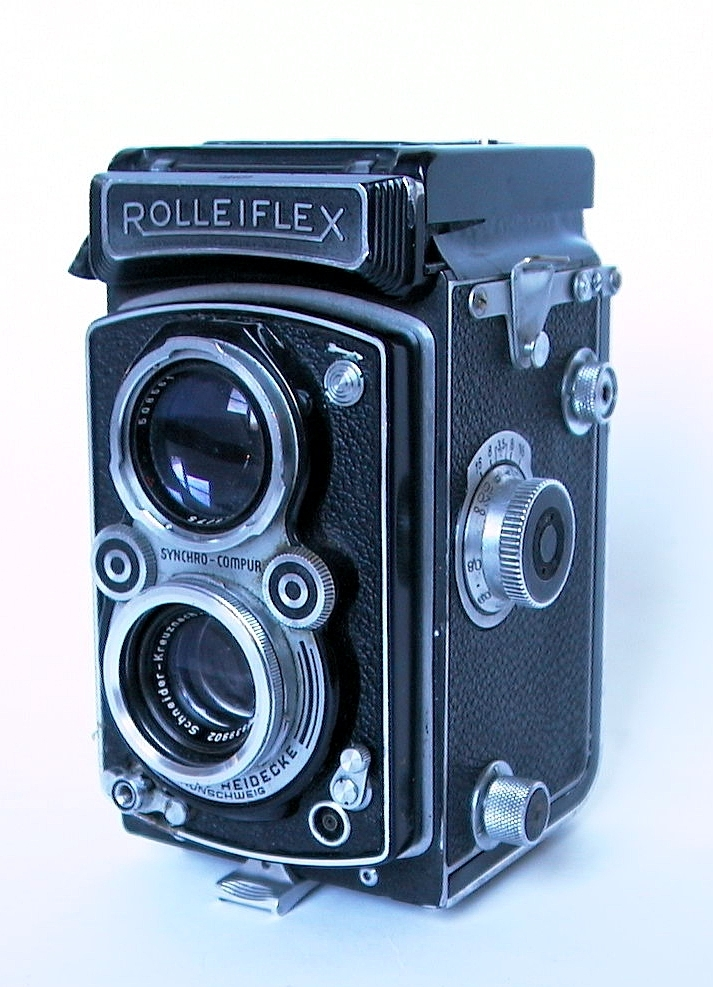
Rolleiflex 6x6

Il utilise surtout le Rolleiflex mais il se sert parfois du Leica. De 1939 à 1948, il opère seulement sur plaques de verre.

## Reportage
Photographe attitré des éditions Arthaud, Jules Dortes effectue en août 1944 un reportage courageux  lors de la libération de Paris. Ses photos seront publiées en 1945 dans le livre La Délivrance de Paris, 19-26 août 1944 (d'après les photos de J. Dortes), couronné à l'époque comme meilleur ouvrage sur la libération de Paris, dans lequel figurent également  des prises de vues d'autres photographes humanistes dont Robert Doisneau, et des textes de l’historien Patrice Gélinet. Il est réédité en 2014.

## Engagements
Il prend des risques pour obtenir les clichés les plus symboliques et marquants possible des atrocités de la guerre. Il désire témoigner et garder en mémoire ses évènements historiques, il fait preuve d'un courage remarquable face à l'occupation Allemande.

## Œuvres
Certains de ses clichés furent exposés au Musée Carnavalet.
Ses photos illustreront, tout ou en partie, 28 titres de la célèbre collection « Les Beaux Pays ».